# Jurij Vojnov
Jurij Vojnov, ukrajinsky Юрій Миколайович Войнов (29. listopad 1931, Koroljov – 22. duben 2003, Kyjev) byl sovětský fotbalista ukrajinské národnosti. Nastupoval především na postu záložníka.
Se sovětskou reprezentací vyhrál první mistrovství Evropy roku 1960 (tehdy nazývané Pohár národů). Zúčastnil se rovněž světového šampionátu ve Švédsku roku 1958. V národním týmu působil v letech 1954-1960 a nastoupil k 23 zápasům, v nichž vstřelil 3 branky.
S Dynamem Kyjev se stal v roce 1961 mistrem Sovětského svazu a roku 1964 získal sovětský pohár.